# Barje
Barje je poseben tip mokrišča, za katerega je značilno stalno ali občasno zastajanje vode. Porasla so z vodoljubnimi in vlagoljubnimi rastlinami, iz katerih nastaja šota. Šota nastaja iz odmrlih rastlinskih delov, predvsem šotnih mahov, ki zaradi pomanjkanja zraka ne razpadejo v humus, ampak se v procesu pooglenitve spremenijo v šoto.

## Definicije barja
V ljudskem jeziku barje imenujejo tudi močvirje, vendar pa gre pri barju za poseben tip življenjskega okolja, kjer voda stalno ali občasno zastaja in se zato oba pojma ne sme zamenjevati.
Budnar-Tregubov (1958): Kot barje razumemo predel, ki je pokrit z najmanj 20 cm debelo šoto. Šota je snov rastlinskega izvora, to je pletež ošotenelih rastlin, tako šotnih mahov, drugih mahov, trav, poltrav, vresja in posameznih drugih rastlinskih delov.
Roeschmann in sodelavci (Kutnar, 2000), ki upoštevajo pedološke kriterije pravijo, da je barje predel s šotnimi tlemi, ki so debela vsaj 30 cm, in vsebuje več kot 30 % organske snovi.

## Nastanek barja
Barja nastanejo v hladnih, vlažnih področjih, kjer se jezera počasi polnijo. Ko se jezerske usedline nabirajo okoli vodnih rastlin, nastaja ob robu jezera močvirje, na katerem se naselijo drevesa, na primer vrba ali jelša, toda drevesa kmalu zamenja šotni mah, na robovih poplavljenega jezera pa plavajoče preproge šaša, ki se počasi spremeni v šoto.

## Tipi barij
Kloss in Sienkiewicz (Kutnar, 2000) na osnovi hidrologije ločita štiri osnovne tipe barij:
- ombrogena barja (preskrba samo s padavinami) - šotna tla tega tipa nastanajo kot posledica intenzivne rasti in odmiranja mahov vrste Sphagnum na področjih hladne in humidne klime. Med pretežno mahovnimi ostanki so tudi ostanki lesnatih rastlin, v veliki meri iglavcev. Taka visoka barja najdemo v Sloveniji na Pokljuki, Jelovici in na Pohorju. Ta barja so izrazito kisla.
- topogena barja (preskrba s pobočno vodo z majhnim pretokom, akumulacija drenažne vode) -  njihov nastanek je vezan na konkavne reliefne oblike in na prisotnost visoke podtalnice. Šotni horizonti so nastali pretežno iz barskih trav ter lesnatih listnatih rastlin. Delež mahov je manjši. Tipičen predstavnik nizkega barja je Ljubljansko barje. Pogosto velja mnenje, da je nizko barje kislo, kar v primeru Ljubljanskega barja ne drži. Kisli so le tisti predeli, kjer je šota zelo debela oz. imamo še ostanke visokega barja. Med topogenimi barji sta dva različna tipa: prvega sezonsko poplavlja; drugo pa se preskrbuje s kapilarnim dvigom vode.
- soligena barja (preskrba s talno vodo ali površinsko tekočo vodo);
- fluvigena barja (preskrba s sezonskim poplavljanjem površine).

Na osnovi hidrologije, stratigrafije šotnih depozitov, vpliva geološke podlage in s tem povezane trofičnosti ločimo v grobem dva tipa barij (Grosse-Brauckmann, 1985; Wilpiszewska in Kloss, 1993; Korpela in Reinikainen, 1996 cit. po Kutnar, 2000):
- ombrotrofna barja (ekstremno slabo preskrbljena s hranili);
- minerotrofna barja, ki jih delimo na osnovi stopnje preskrbljenosti s hranili na tri podtipe (Grosse-Brauckmann, 1985; Korpela in Reinikainen, 1996 cit po. Kutnar, 2000):
  - Oligotrofna barja (barja z malo hranil) se prehranjujejo z deževnico, le izjemoma tudi z gosto filtrirano podtalnico, kar je tudi značilnost visokega barja. Presnova je omejena. Tu rastejo šotni mahovi z vresnicami in drugimi kisloljubnimi rastlinami.
  - Mezotrofna barja (količina hranil zadostna) se prehranjujejo s kislo ali z bazično  podtalnico in je po pravilu obdano s prehransko revnim zaledjem.
  - Eutrofna barja (visoki nivo hranil) so bila včasih redkejša kod danes. Razprostirala so se predvsem ob ustjih rek in v obrežnih lokah. Značilne so družbe trstičevja, šašja in jelševega greza.

Roeschmann in sodelavci (cit. po Kutnar, 2000) ugotavljajo, da v določenih primerih za potrebe tipologije in kartiranja zadošča delitev na tri tipe barij, ki upoštevajo trofičnost šotnih plasti:
- visoko barje - površje visokih barij je dvignjeno nad okolico (v obliki narobe obrnjene sklede) in odmaknjeno od nivoja podtalnice, zato je njihov vodni režim odvisen od padavin. Te so tudi najpomembnejši vir mineralnih snovi, zato je podlaga mineralno revna, oligotrofna. Rastline so, kar se preskrbe z vodo tiče, odvisne izključno od s hranili revno padavinsko vodo.
- prehodno barje - v celoti ali delno mešata mineralno revna padavinska voda in mineralno bogatejša podtalnica ali površinska voda
- nizko barje - šotno barje, za katero je značilna minerotrofnost. Zaradi tega so nizka barja bogatejša s hranili kot visoka barja. Rastline nizkega barja imajo stik s hranili bogato podtalnico. Zaraščajo ga šaši in ostričevke (Cyperaceae) in kjer znaša pH od 5 do 6.5, se lahko z nadaljnjim zakopnjevanjem razvije jelšev gozd ali travišče. Pri obilici vode pa se razvije visoko barje. Nizko barje ima podlogo rodovitnejšo, ker preko nizkega barja tečejo reke in pritoki obogateni z mineralnimi snovmi.

## Fosili v šoti
V vlažni šoti je malo kisika, zato se razkroj upočasni. Iz evropskih barij je znanih več kot 600 človeških trupel, ki so se v šoti odlično ohranila in danes pričajo o kulturi svojega časa. Večina teh ljudi ni po nesreči utonila, ampak je bila skrivno umorjena, javno kaznovana ali obredno umorjena. Na Danskem so našli presenetljivo dobro ohranjena, okoli 2000 let stara človeška trupla z lasmi, kožo in nohti.